# Yamada Tarō Monogatari
Yamada Tarō Monogatari (山田太郎ものがたり, , literalmente, Histórias de Yamada Tarō) é uma série de mangá japonesa criada por Ai Morinaga. A série de mangá, publicada pela Kadokawa Shoten, foi lançada de 1996 a 2000, totalizando quatorze volumes. Após o término da série regular, a autora lançou um volume especial sobre os outros irmãos da Família Yamada, intitulado "The Tale of the Yamada Family". Uma adaptação para série de drama japonês foi transmitida em 2007.

## Sinopse
Tarō Yamada é inteligente, atlético e muito bonito. Ele parece perfeito em sua aparência, mas ele é na realidade muito pobre, junto com sua família. Mesmo que ele nunca tenha admitido sua "situação", todos em sua escola pensam que ele é muito rico devido a sua boa aparência. No entanto, em sua casa ele cuida de 6 irmãos mais novos, que dividem um quarto com ele e sua mãe.

## Adaptações

### Live-action taiwanês
O mangá foi adaptado em um drama taiwanês de 45 episódios intitulado Poor Prince (em chinês:  貧窮貴公子, transl. Ping Qiong Gui Gong Zi) estrelado por Vic Zhou, Ken Chu, Annie Yi, Edward Ou e Will Liu. Foi produzido pela Comic Ritz International Production (可米瑞智國際藝能有限公司) e com Angie Chai (柴智屏) como produtora. O drama foi transmitido em Taiwan pela rede de televisão aberta Chinese Television System de 11 de agosto a 8 de novembro de 2001.

### Live-action japonês
De julho a setembro de 2007, a emissora japonesa TBS realizou a produção da série, estreando Kazunari Ninomiya como Tarō e Shō Sakurai como Takuya, melhor amigo de Tarõ.
A trilha sonora da versão japonesa é "Happiness" por Arashi, a banda jovem que os dois atores principais da série fazem parte.